# Piers Morgan
Piers Stefan Pughe-Morgan, geboren als Piers Stefan O'Meara maar beter bekend onder de naam Piers Morgan (Guildford, 30 maart 1965), is een Brits journalist, televisiepresentator en schrijver.
Hij heeft voor verschillende kranten gewerkt, waaronder News of the World en de Daily Mirror.
Morgan geniet onder andere bekendheid door zijn verschijning als jurylid in Britain's Got Talent en America's Got Talent. In het laatst genoemde programma was hij zes seizoenen lang te zien. Tevens geniet Morgan bekendheid als winnaar van The Celebrity Apprentice.
Sinds 2014 presenteerde Morgan de ontbijtshow van de Britse televisiezender ITV, Good morning Britain. In maart 2021 keerde hij zich fel tegen de Britse prins Harry en zijn vrouw Meghan Markle, die in een televisie-interview de Koninklijke familie van een racistische bejegening van Meghan en haar zoontje Archie hadden beschuldigd. Aangesproken op zijn kritische toon en woorden verliet Morgan op 9 maart 2021 woedend de live uitzending van het tv-programma. Bij de tv-zender kwamen 41.000 klachten van kijkers binnen. Daarop stopte Morgan in verband met de ontstane commotie met onmiddellijke ingang zijn medewerking aan het programma.

## Schrijver
Morgan is ook auteur van acht boeken:
- Morgan, Piers (1991). Secret Lives. Blake. ISBN 0-905846-95-8.
- Morgan, Piers (1991). Private Lives of the Stars. Angus and Robertson. ISBN 0-207-16941-1.
- Morgan, Piers (1992). To Dream a Dream: Amazing Life of Phillip Schofield. Blake. ISBN 1-85782-006-1.
- Morgan, Piers (1993). "Take That": Our Story. Boxtree. ISBN 1-85283-839-6.
- Morgan, Piers (1994). "Take That": On the Road. Boxtree. ISBN 1-85283-396-3.
- Morgan, Piers (2004). Va Va Voom!: A Year with Arsenal 2003-04. Methuen. ISBN 0-413-77451-1.
- Morgan, Piers (2005). The Insider: The Private Diaries of a Scandalous Decade. Ebury Press. ISBN 0-09-190849-3.
- Morgan, Piers (2007). Don't You Know Who I am?.
- Morgan, Piers (2009). God Bless America: Misadventures of a Big mouth Brit. Ebury Press. ISBN 978-0-09-191393-9.

## Donald Trump
Morgan was in 2008 winnaar van de Beroemdheden-versie van de televisieshow The Apprentice. Uiteindelijk werd hij op 27 maart tot de algemene winnaar gekroond door gastheer Donald Trump, omdat hij meer geld had vergaard dan alle overige deelnemers samen. Trump noemde Morgan in de finale “roekeloos, arrogant, kwaadaardig en onaangenaam".
Morgan voorspelde Trumps verkiezing tot president van de V.S. en beschrijft zichzelf als een persoonlijke vriend van Trump. In maart 2016 interviewde hij Donald Trump in het programma Good Morning Britain. Morgan verscheen eind januari 2017 in ITV's Loose Women-panelshow, waar hij werd uitgedaagd om Donald Trump te verloochenen. Hij weigerde dat te doen ondanks dat hij het met hem op veel issues oneens is, zoals wapencontrole, klimaatbeleid, abortus en het reisverbod voor moslims. Hij had begrip voor het principe van het verbod, maar was het "niet eens met de manier waarop Trump ermee is omgegaan".
Bijna twee weken later zei Morgan in de talkshow Real time with Bill Maher: "Er is geen moslim verbod", als "85% van de moslims in de wereld in ons land wordt toegelaten". Een andere gespreksdeelnemer, de Australische komiek Jim Jefferies reageerde onmiddellijk fel op hem met “donder op”, daaraan toevoegend “dat Hitler de Joden niet op de eerste dag uitroeide, maar daar wel gestaag naartoe werkte".
Morgan bekritiseerde Trump nadat hij de marginale extreemrechtse Britain First-leider Jayda Fransen in 2017 retweette. Hij tweette aan Trump: "What the hell ben je aan het doen door een bos niet geverifieerde onsmakelijke en racistische video’s van Britain First te retweeten? Stop alstublieft deze idiotie en verwijder deze retweets!"
In januari 2018 presenteerde hij President Trump - the Piers Morgan interview op ITV, waarin velen hem een "strooplikker" vonden die een "love-in" voor Trump opvoerde. In een twitterpoll van Radio Times vond 88% van de respondenten dat Morgan Trump niet stevig genoeg had ondervraagd.
Morgan interviewde Trump opnieuw in juli 2018 tijdens zijn officiële werkbezoek aan het Verenigd Koninkrijk, ditmaal in Air Force One tijdens een binnenlandse vlucht.
- Bibliothèque nationale de France: cb15123975j (data)
- Gemeinsame Normdatei: 130294497
- International Standard Name Identifier: 0000 0000 7848 2928
- Library of Congress Control Number: no2005042269
- MusicBrainz: 33c2014a-326e-4d3a-ab00-bb473994c763
- Nationale Bibliotheek van Tsjechië: xx0041400
- Nationale Bibliotheek van Israël: 987007397660905171
- Nederlandse Thesaurus van Auteursnamen: 118566350
- Virtual International Authority File: 74152211
- WorldCat: E39PBJhCyWXDdbgX4mRY39hGpP